# Zonitis sayi
Zonitis sayi är en skalbaggsart som beskrevs av Henry Frederick Wickham 1905. Zonitis sayi ingår i släktet Zonitis och familjen oljebaggar. Inga underarter finns listade i Catalogue of Life.